# Губиниська територіальна громада
Губиниська селищна територіальна громада — територіальна громада в Україні, у Самарівському районі Дніпропетровської області, з адміністративним центром у селищі Губиниха.

## Загальна інфомація
Площа території — 738,1 км², населення громади — 18 339 осіб, з них: міське — 5 406 осіб, сільське — 12 933 особи (2020 р.).

## Населені пункти
До складу громади увійшли селища Губиниха і Мирне, села Андріївка, Варварівка, Василівка, Веселе, Вільне, Всесвятське, Герасимівка, Гнатівка, Євецько-Миколаївка, Затишне, Івано-Михайлівка, Королівка, Мар'янівка, Миколаївка, Надіївка, Нове, Новоскотувате, Новостепанівка, Попасне, Привільне, Скотувате, Тарасове та Хащеве.

## Історія
Утворена у 2020 році, відповідно до розпорядження Кабінету Міністрів України № 709-р від 12 червня 2020 року «Про визначення адміністративних центрів та затвердження територій територіальних громад Дніпропетровської області», шляхом об'єднання територій та населених пунктів Губиниської селищної та Василівської, Вільненської, Мар'янівської, Миколаївської, Новостепанівської і Попасненської сільських рад Новомосковського району Дніпропетровської області.